# Ізабела Арагонська (Свята)
Ізабе́ла Араго́нська (ісп. Isabel de Aragón, порт. Isabel de Aragão; 4 січня 1271, Сарагоса, Арагон — 4 липня 1336, Евора, Португалія) — арагонська інфанта, королева Португалії (1288—1336). Представниця Барселонського дому. Донька арагонського короля Педро ІІІ й сицилійської принцеси Констанси. Дружина португальського короля Дініша, королева-консорт (з 1282). Матір кастильської королеви Конштанси та португальського короля Афонсу IV. За життя прославилася як побожна і милосердна жінка. Відродила Коїмбрський монастир святої Клари (1314), Лісабонський монастир святої Трійці та інші. Після смерті чоловіка стала королевою-матір'ю, прийняла чернецтво у Ордені францисканців (з 1325). Виступала посередником і миротворцем під час кастильсько-арагонського конфлікту (1304), португальської міжусобної війни (1322—1324), а також португальсько-кастильського сімейного конфлікту (1336). Померла в Ештремоші, Португалія. Похована в Коїмбрському монастирі святої Клари. Канонізована папою Урбаном VIII (1625). День вшанування — 4 липня. В іконографії зображується у вигляді королеви чи монахині з голубом миру або трояндами. Також — свята Ізабела, Єлизавета, свята́ Ізабе́ла Португа́льська. Прізвиська — Миротво́риця (порт. a Pacificadora), Свята́ короле́ва (порт. a Rainha Santa).

## Імена
- Ізабела (араг., ісп., кат. і порт. Isabel) — згадується в тогочасних старопортугальських документах[1].
- Ізабела Арагонська (араг. Isabel d'Aragón, кат. Isabel d'Aragó, ісп. і порт. Isabel de Aragão)
- Ізабела Миротвориця (порт. Isabel a Pacificadora)
- Ізабела Португальська (араг., ісп., кат. і порт. Isabel de Portugal)
- Єлизавета (лат. Elisabeth, кат. Elisabet) — згадується в тогочасних латинських документах та хроніках[2].
- Єлизавета Арагонська (кат. Elisabet d'Aragó)
- Єлизавета Португальська (кат. Elisabet de Portugal)

## Біографія

### Молоді роки
Ізабела народилася 4 січня 1271 року в Сарагосі, Арагонському королівстві в родині інфанта Педро (згодом — арагонський король Педро ІІІ) і його дружини, сицилійської принцеси Констанси. Вона була сестрою майбутніх арагонських королів Альфонсо II, Хайме II і сицилійського короля Фернандо ІІІ.
Дівчинку назвали на честь прабаби святої Єлизавети Угорської. З дитинства Ізабела була дуже побожною — щоденно бувала на літургії, дотримувалася постів.

### Королева-консорт

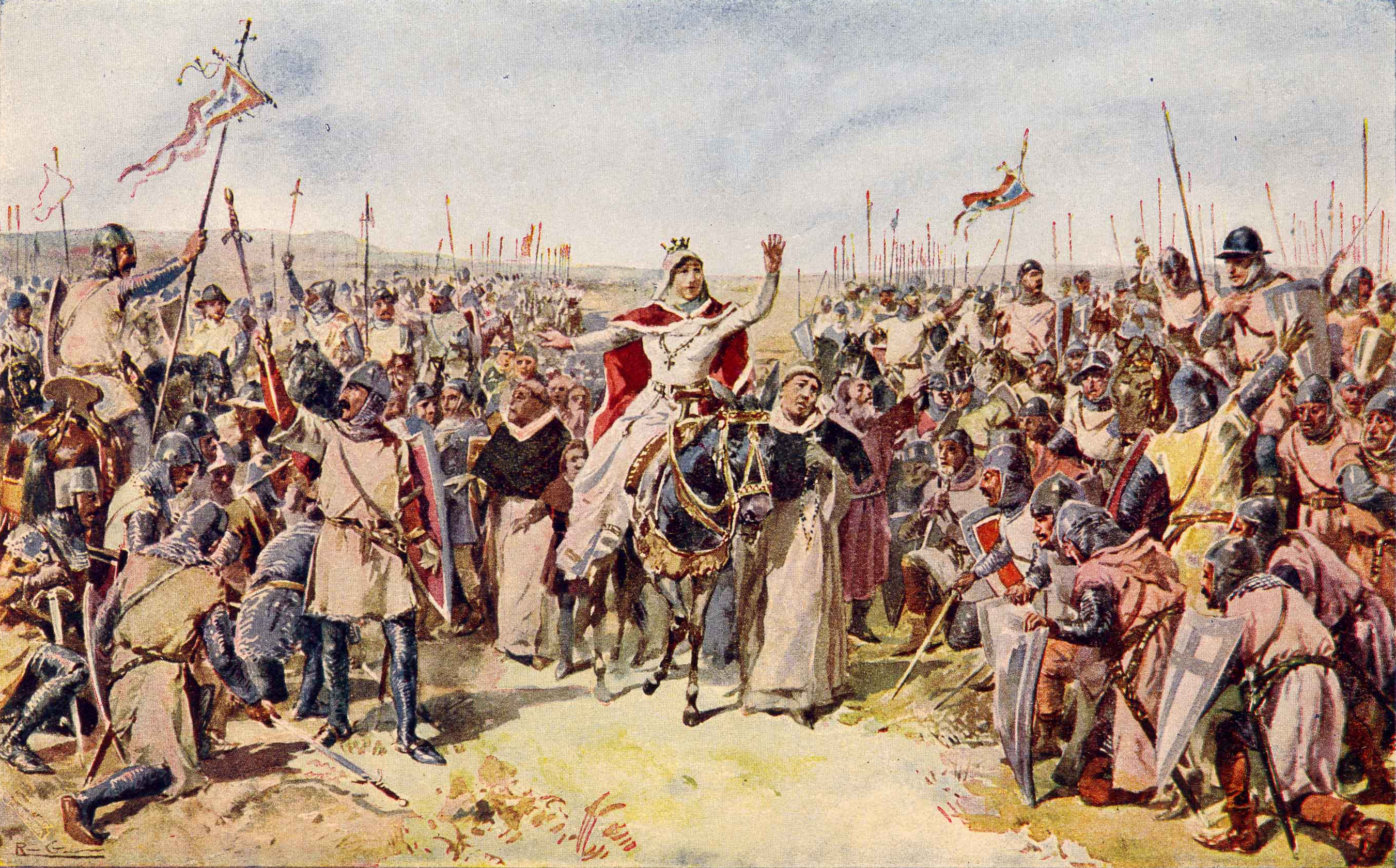
Ізабела на Алвалдеському полі зупиняє кровопролиття.

Дінішу було лише 17 років, коли він зійшов на престол. При розмірковуванні про шлюб, який на той час був складною дипломатичною подією, він зупинив свій вибір на Ізабелі Арагонській. Перші переговори відбулись в Тулузі за посередництвом французького короля Філіппа III Сміливого. Згодом, в листопаді 1280 року безпосередньо до Педро III Арагонського було відправлене посольство в складі Жуана Велью, Жуана Мартінса та Васко Піреса. В Арагоні посольство зустрілось з посланцями королів Франції та Англії, які також сватали своїх принців за Ізабелу. Король Арагону вважав за краще обрати того, хто вже на момент сватання був королем, незважаючи на розбіжності Дініша з його зведеним братом і претендентом на престол Афонсо Португальським, сеньйором Порталегре. 11 лютого 1281 року, ледве досягнувши 10-річного віку, Ізабела заочно була одружена з королем Португалії Дінішом у каплиці Святої Агати у Королівському палаці Барселони. Приблизно через місяць Педро III Арагонський відправив у Португалію послів — служителя Кафедрального собору Таррагони Бертрана де Віллафранка та адмірала королівського флоту Коррадо Ланчіа, для ратифікації шлюбного договору. Посли також передали Королю Португалії запрошення відвідати Барселону, яке було проігноровано.
Того ж року Дініш дарував Ізабелі містечка Обідуш, Абрантеш, Аленкер, і Порту-де-Мош.
Ізабела вирушила до долини Ебро по старій дорозі Віа Августа (Via Augusta), потім до Теруеля, Дароки, Калатаюду, а звідти слідуючи коридором долини річки Дору до Самори. Вона в'їхала до Португалії через Брагансу. Весілля відсвяткували в Транкозу, 26 червня 1282 року. Згодом після весілля Дініш передав королеві Ізабелі дохід від замків Віла-Вісоза, Монфорте, Сінтра, Орен, Фейра, Гайя, Ламозу, Портел, Монталегре та інших.
Ставши королевою-консортом Португалії, вона вела благочинний спосіб життя, постійно допомагаючи бідним і хворим. Її побожність та терплячість вражали навіть самого Дініша. У шлюбі з ним Ізабела народила доньку Конштансу, що згодом вийшла заміж за кастильського короля Фернандо IV, та сина Афонсу IV, майбутнього португальського короля.
Ізабела брала активну участь у політичному житті Португалії. Зокрема, вона була одним із португальських радників під час підписання Альканісеського договору 1297 року з Кастильською Короною про міждержавний кордон. 1304 року королева, разом із чоловіком, виступили арбітрами у суперечці між кастильським королем Фернандо IV і арагонським королем Хайме II.
Ізабела відіграла важливу миротворчу роль під час міжусобної війни 1322—1324 років, що велася між Дінішем та його сином-спадкоємцем Афонсу IV. Саме за її втручання король не зміг убити свого первістка в Аленкері. За легендою, 1323 року Ізабела завадила кровопролиттю на Алвалдеському полі, виїхавши на нього на мулі між двома ворожими арміями. Війна закінчилася 1324 року присягою вірності сина королю.

### Королева-матір

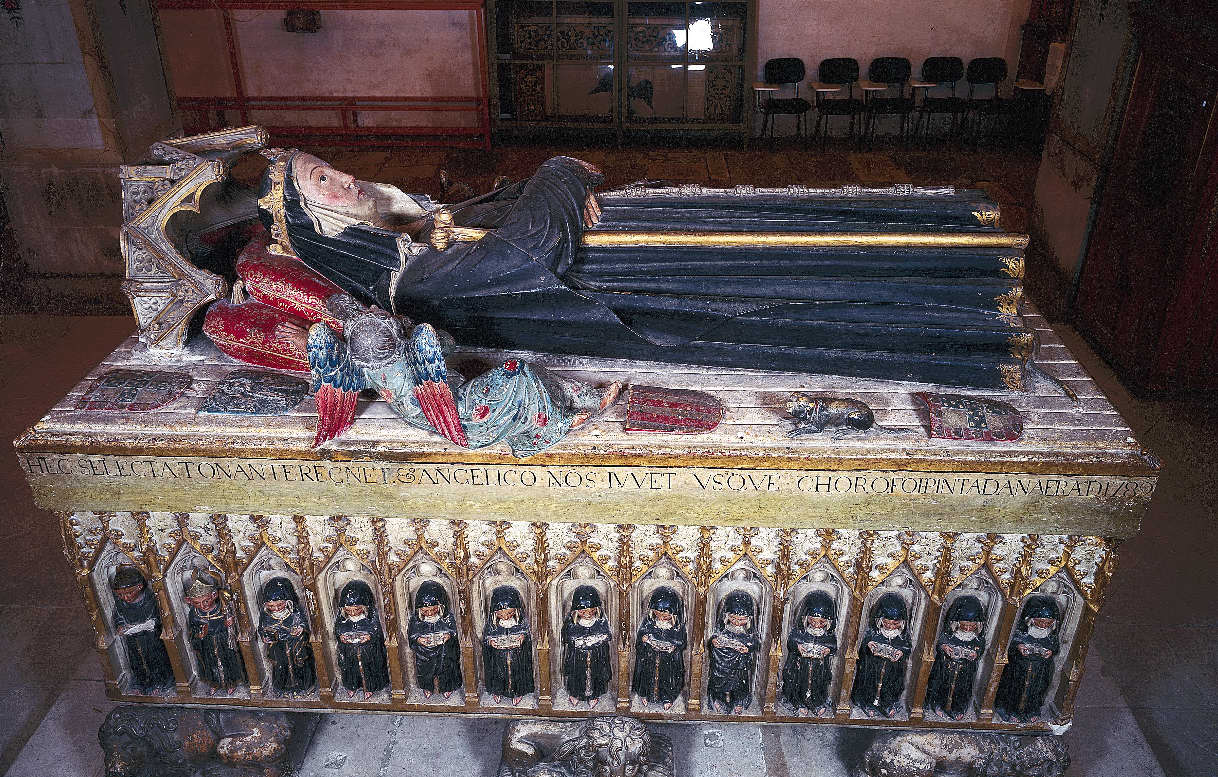
Гробниця Ізабели (Новий монастир святої Клари, Коїмбра).

Після смерті Дініша в 1325 році та інтронізації Афонсу IV, Ізабела відійшла від активної політики й оселилася в Коїмбрському монастирі святої Клари, який сама заснувала 1314 року. Королева-матір вступила до Третього ордену святого Франциска й присвятила решту свого життя справам милосердя. Королева була скромною в побуті й розмовах, але дуже щедрою у вчинках — вона сплачувала за навчання дітей бідної шляхти, дарувала незаможнім дівчатам майно на посаг, а під час великого голоду 1329 року роздавала хліб зі своїх комор мешканцям Коїмбри. Коштом Ізабели були споруджені численні шпиталі в Коїмбрі, Сантарені та Лейрі, а також християнські центри — Лісабонський монастир Трійці, каплиці в Лейрі та Обідуші, клуатр Алкобаського монастиря тощо.
1336 року Ізабела знову виступила в ролі посередника під час військового конфлікту між її сином, португальським королем Афонсу IV та її онуком, кастильським королем Альфонсо XI. Незважаючи на похилий вік і слабке здоров'я, вона поспішила до Ештремоша, де стояли обидва війська. Там Ізабела змогла переконати сторони, що ворогували, зупинитися і укласти мир. За свою діяльність вона дістала прізвисько миротвориці.
Тривала поїздка до Ештремоша дуже виснажила королеву. Вона захворіла і померла 4 липня 1336 року в Ештремошському замку. Її поховали у Коїмбрському старому монастирі святої Клари. У XVII столітті, через часті повені, спричинені розливом річки Мондегу, тіло Ізабели перенесли до Нового монастиря святої Клари в Коїмбірі й помістили до срібного саркофага в центральній каплиці обителі.

## Канонізація
1516 року Ізабела беатифікував папа Лев X. 25 травня 1625 року її канонізував папа Урбан VIII. Днем шанування святої став день смерті — 4 липня. 1694 року папа Іннокентій XII переніс день шанування Ізабели на 8 липня, проте 1969 року було повернено стару дату. На честь Ізабели названі декілька храмів у Португалії, Іспанії та країнах Нового Світу.

## Родина
Чоловік — Дініш (1261—1325), король Португалії (1279—1325)
Діти:
- Конштанса (1290—1313) — португальська інфанта ∞ Фернандо IV, король Кастилії.
- Афонсу IV (1290—1357), король Португалії (1325—1357)

## Чудо з трояндами

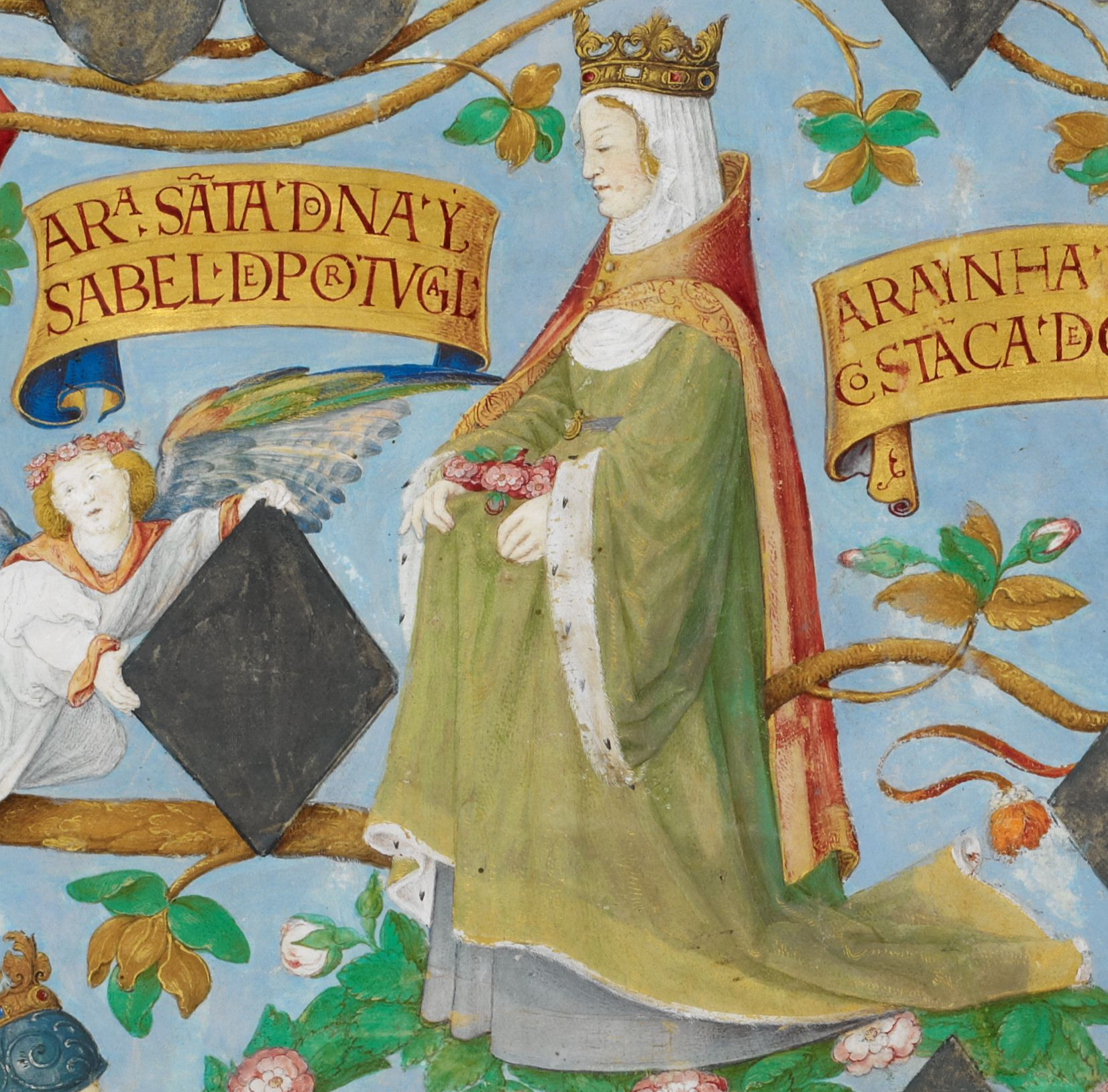
Ізабела з трояндами («Генеалогія королів Португалії», 1530—1534).

З Ізабелою пов'язані декілька середньовічних португальських легенд, найвідомішою з яких є чудо з трояндами.
Одного разу, взимку, всупереч забороні короля Дініша, королева вирішила нагодувати знедолених. Вона взяла у свою сукню хліба й рано-вранці, потайки від чоловіка, вийшла із замку. Король підстеріг її і, перехопивши, спитав, що вона несе. Розгублена Ізбела відповіла, що це троянди. Дініш гримнув, що троянд взимку не буває, і наказав показати вміст сукні. Коли ж королева відкрила поділ сукні, там лежали троянди замість хліба.
Точний час появи цієї легенди у португальській традиції невідомий. Вона передавалася як усний переказ, допоки не була зафіксована вперше 1526 року в «Хроніці братів менших» (порт. Crónica dos Frades Menores). У цій хроніці замість хлібин згадуються гроші, які королева збиралася роздати біднякам. На середину XVI століття чудо з трояндами вже було широко відоме в літературі та мистецтві Піренейського півострова. У зв'язку з цим Ізабелу часто зображали із трояндами, які вона несе у своєму одязі.

## Патрон
- Бразилія: Санта-Ізабел
- Екваторіальна Гвінея: Малабо (колишня Санта-Ізабел)
- Іспанія: Тенерифе
- Португалія: Коїмбра
- Філіппіни: Басілан

## Портрети

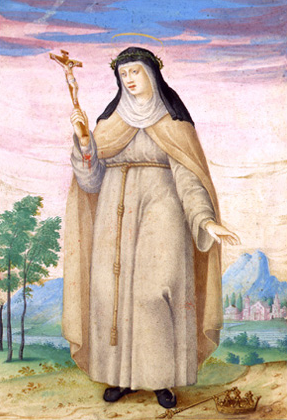
XVI ст.
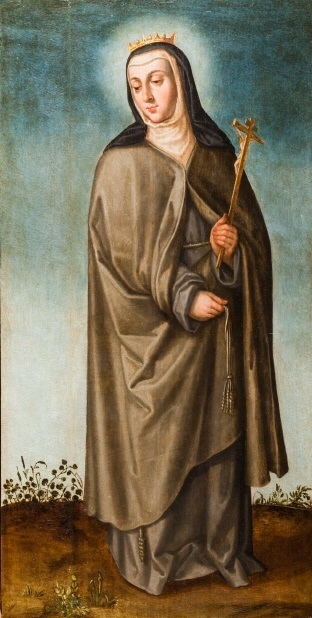
1610
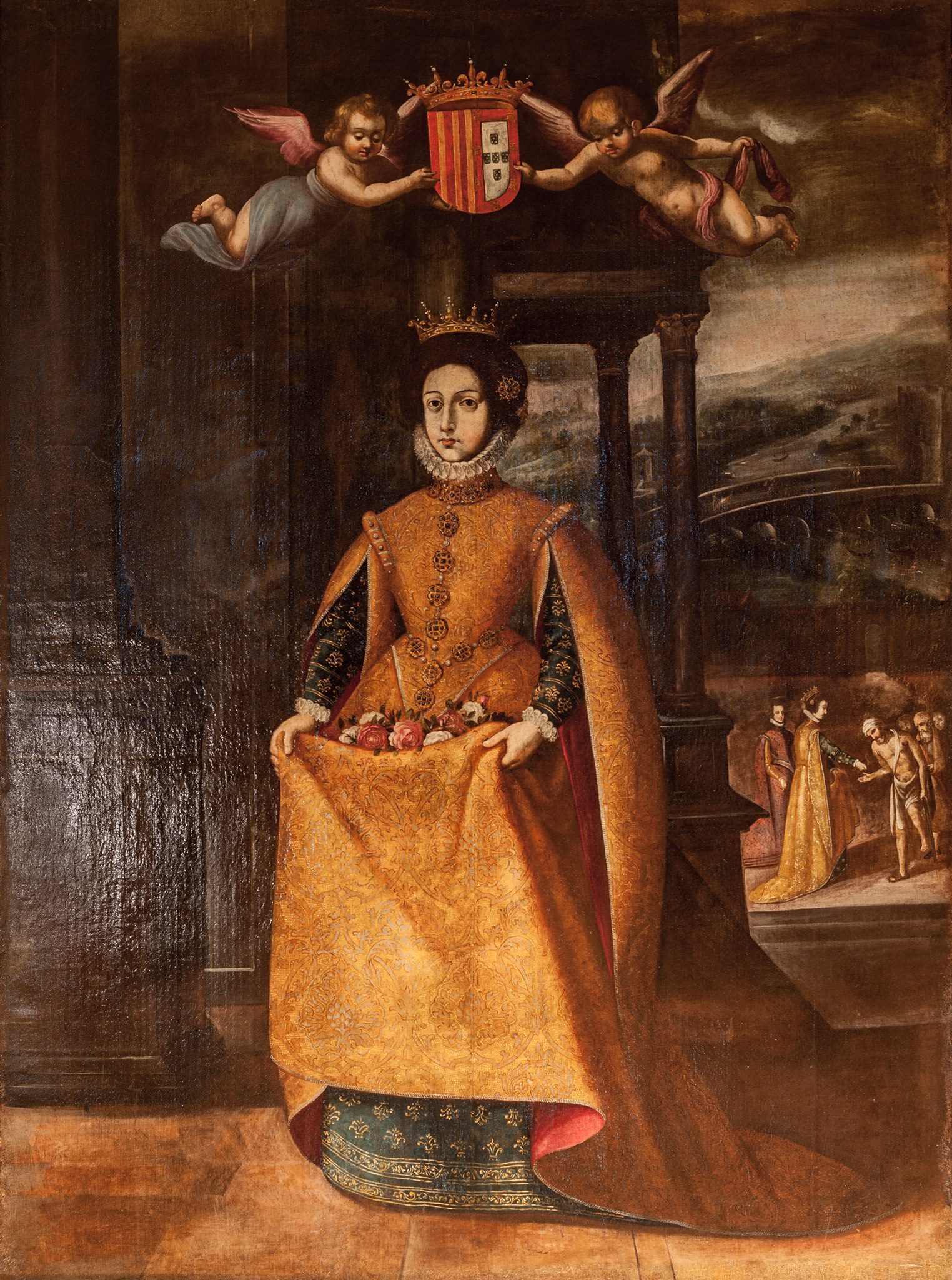
Ізабела з трояндами XVII ст.
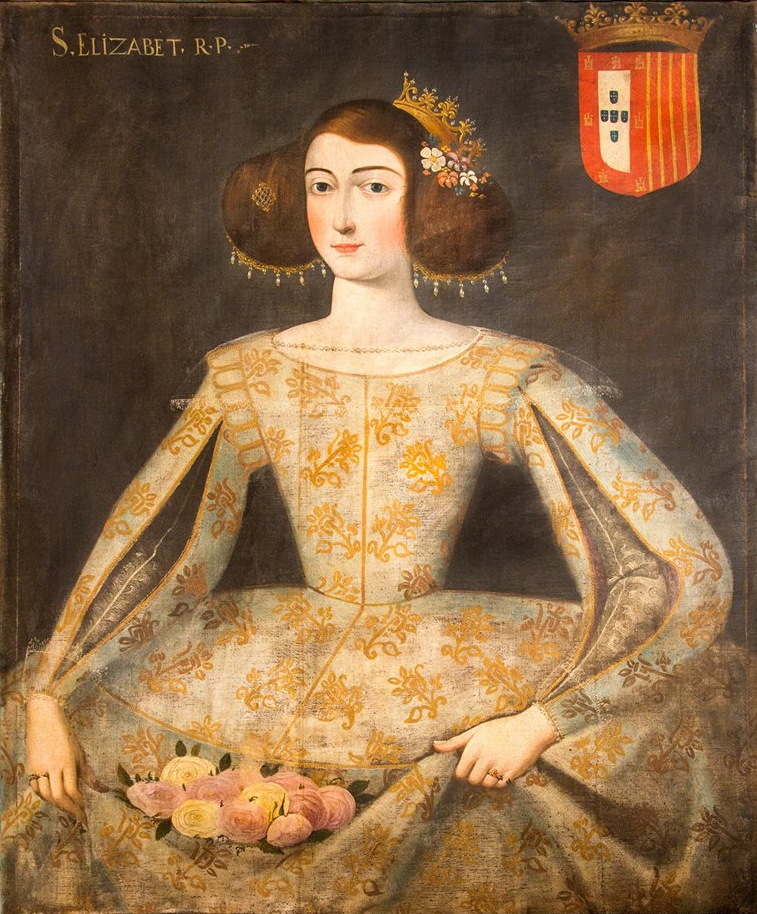
Ізабела з трояндами XVII ст.
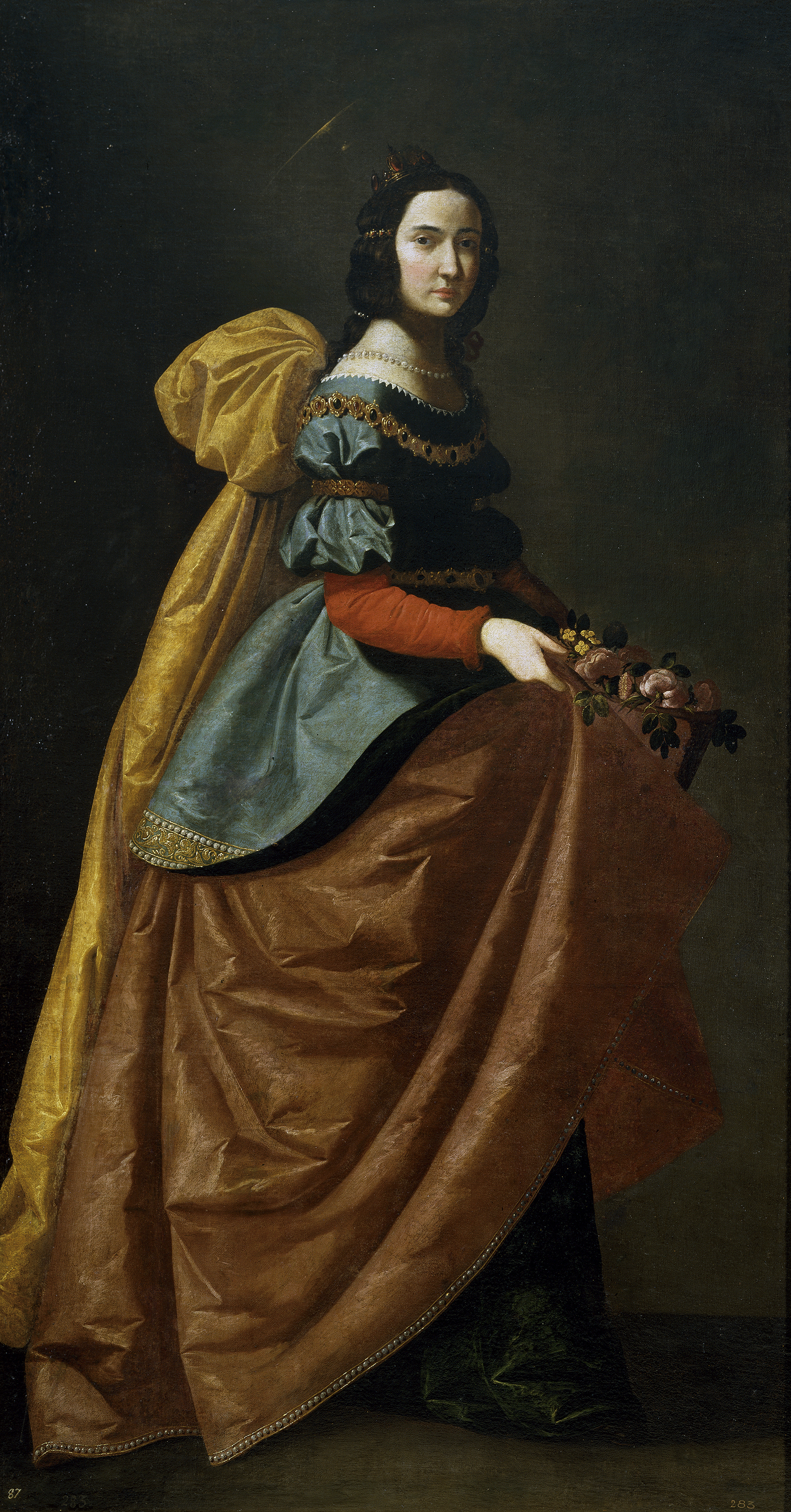
Франсіско Сурбаран, «Свята Ізабела Португальська» 1635, Музей Прадо, Мадрид
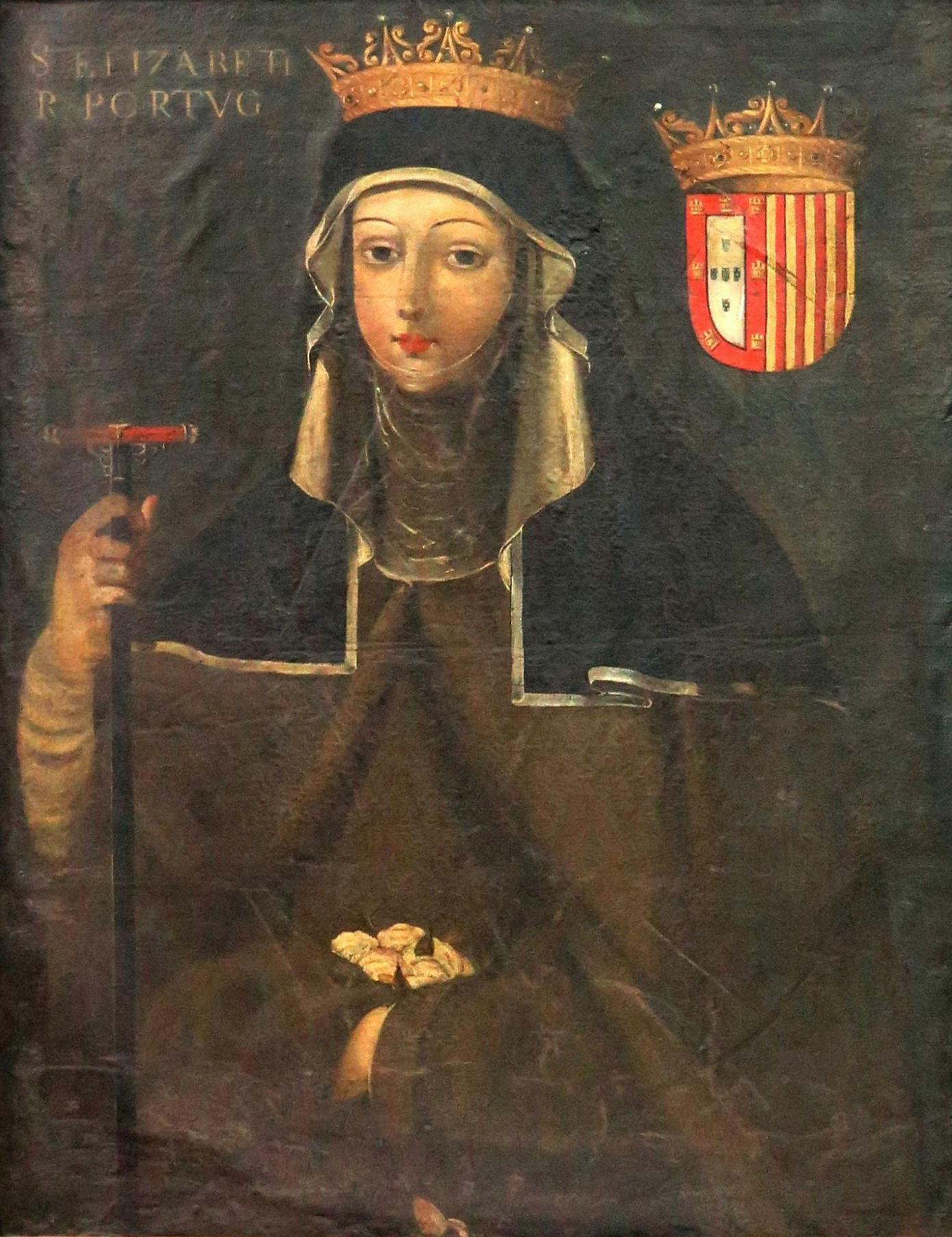
Ізабела з трояндами XVIII ст.
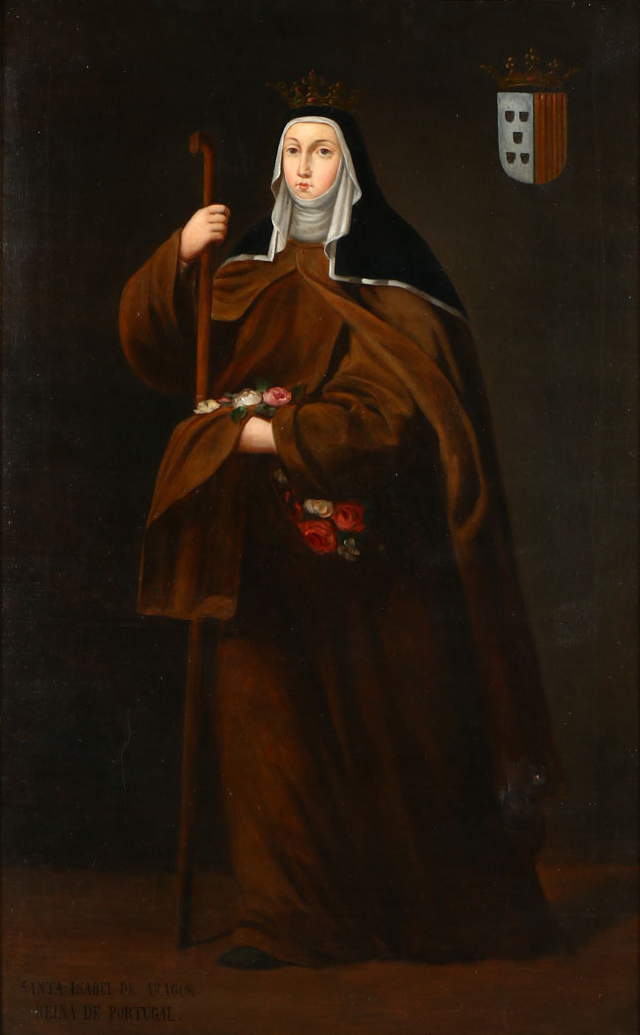
Ізабела з трояндами XVIII ст.
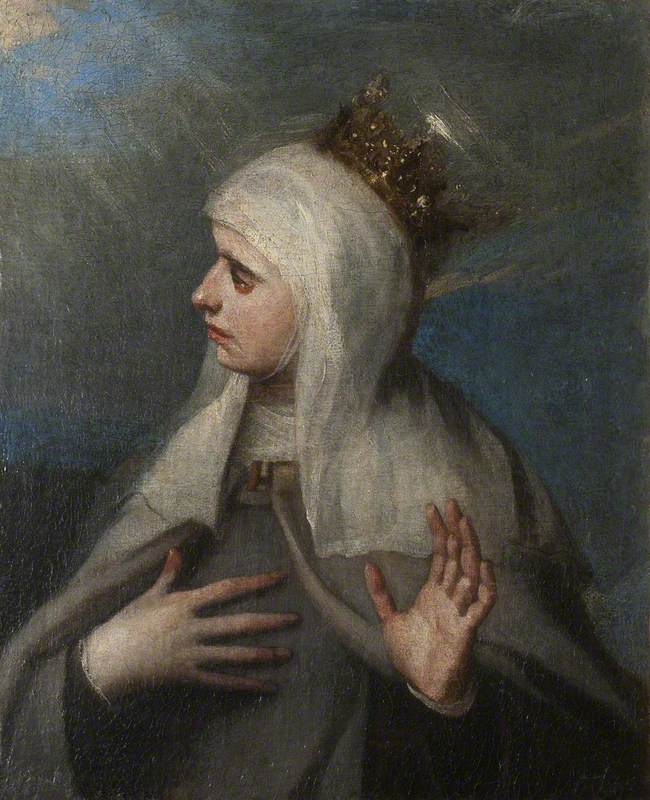
ХІХ ст.
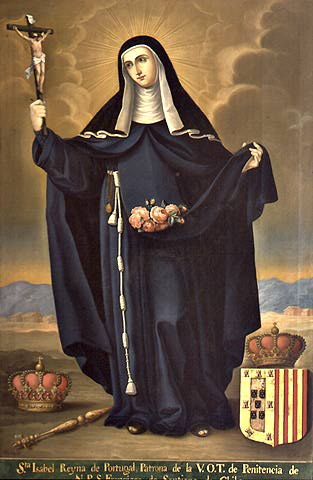
Ізабела з трояндами 1820
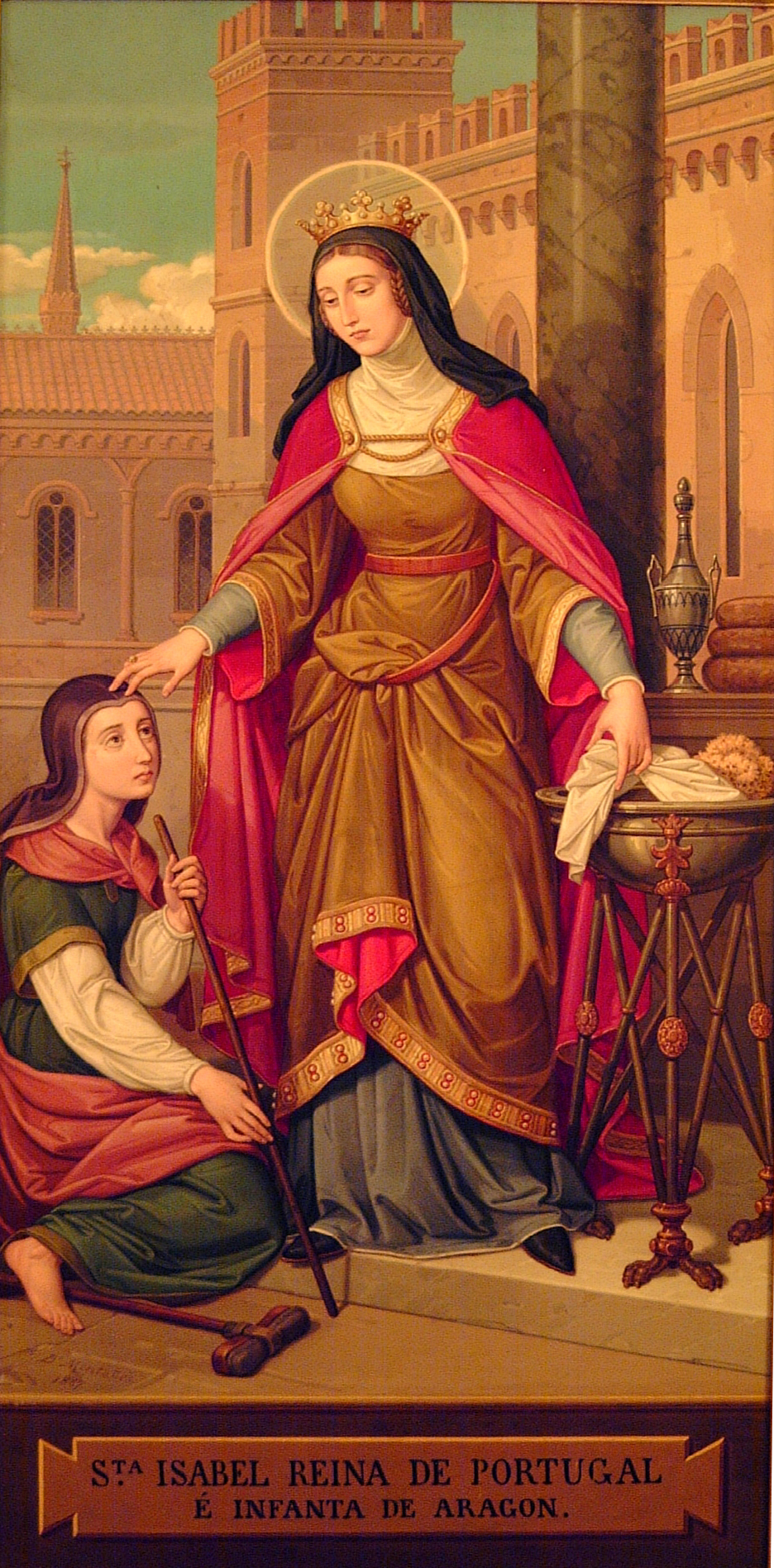
Бернандіну Монтаньєш, 1877
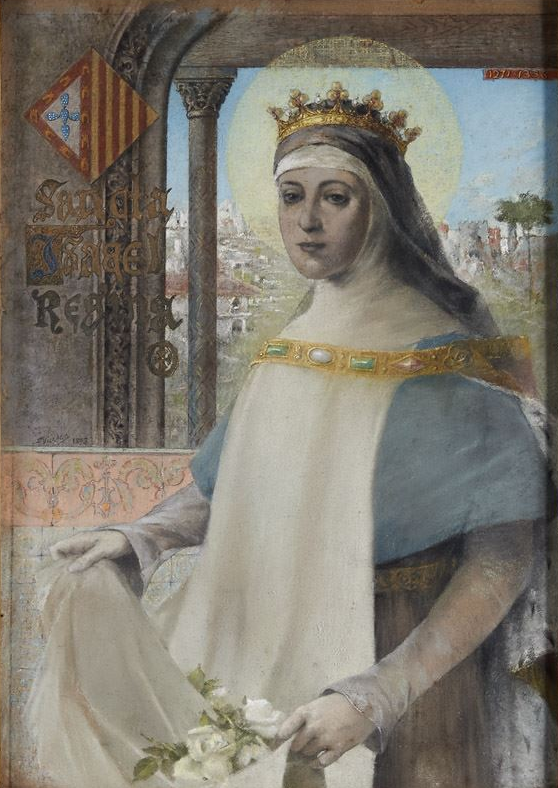
Ізабела з трояндами Франсішку Віласа, 1893
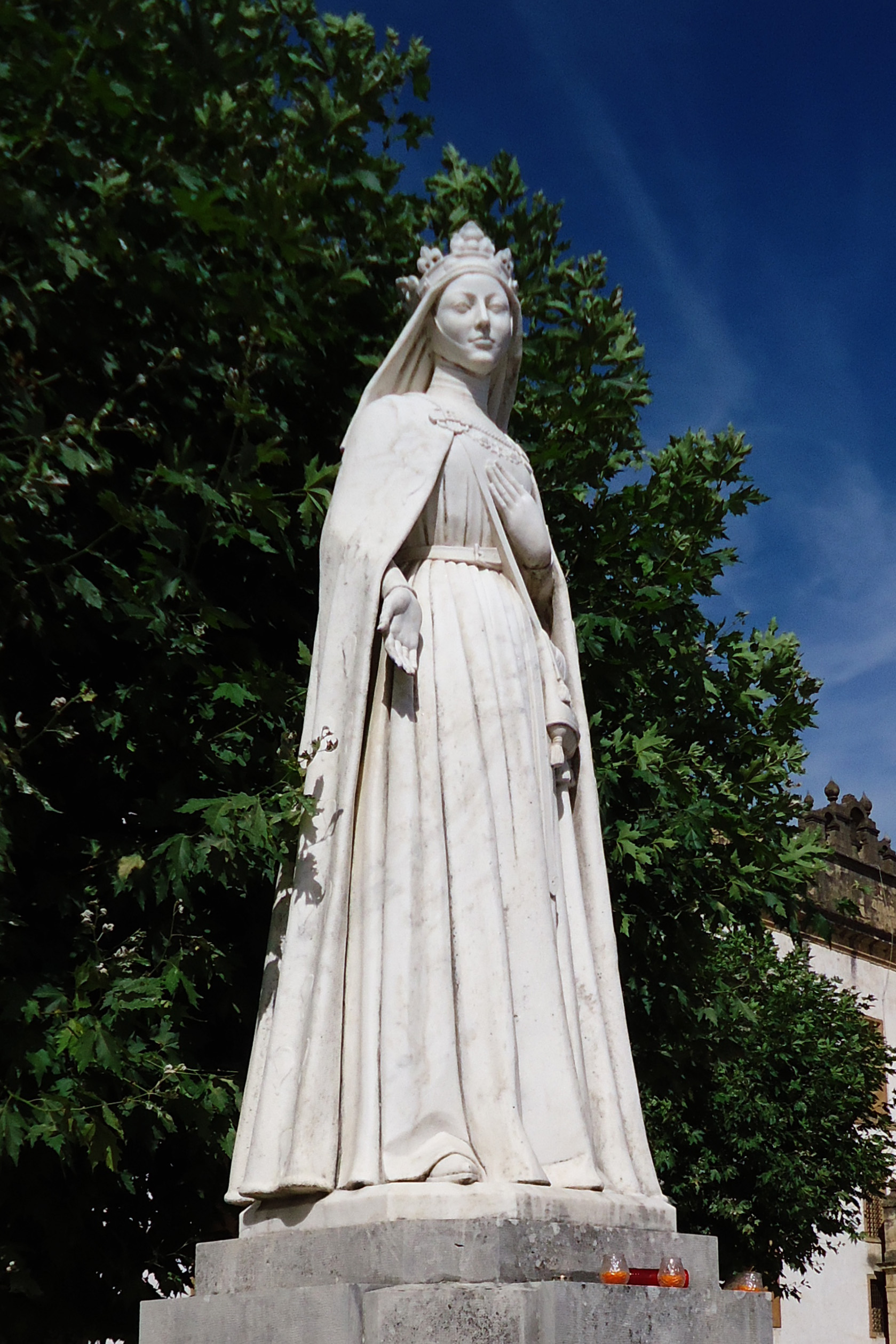
Пам'ятник у Коїмбрі
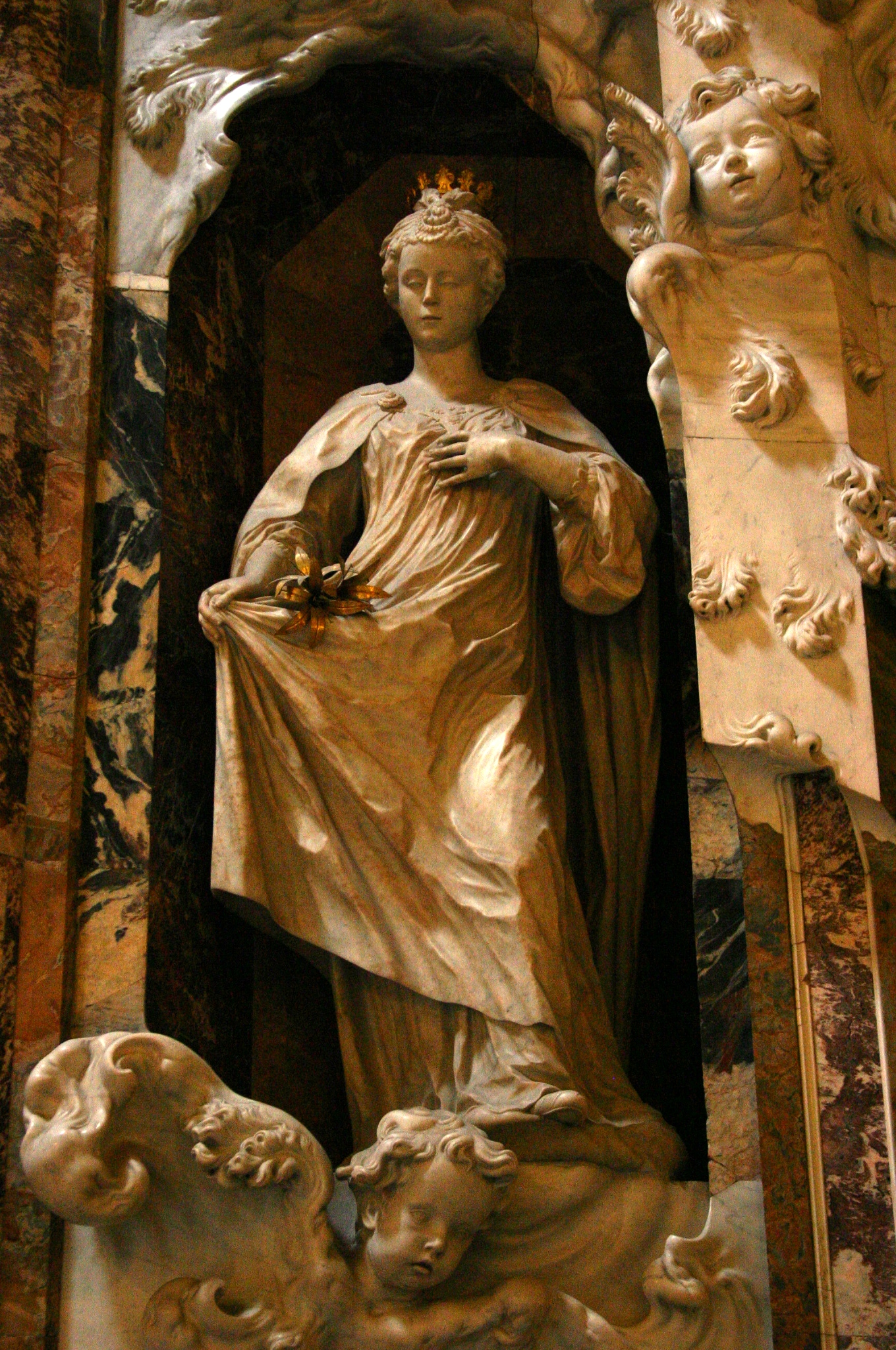
Толедський собор
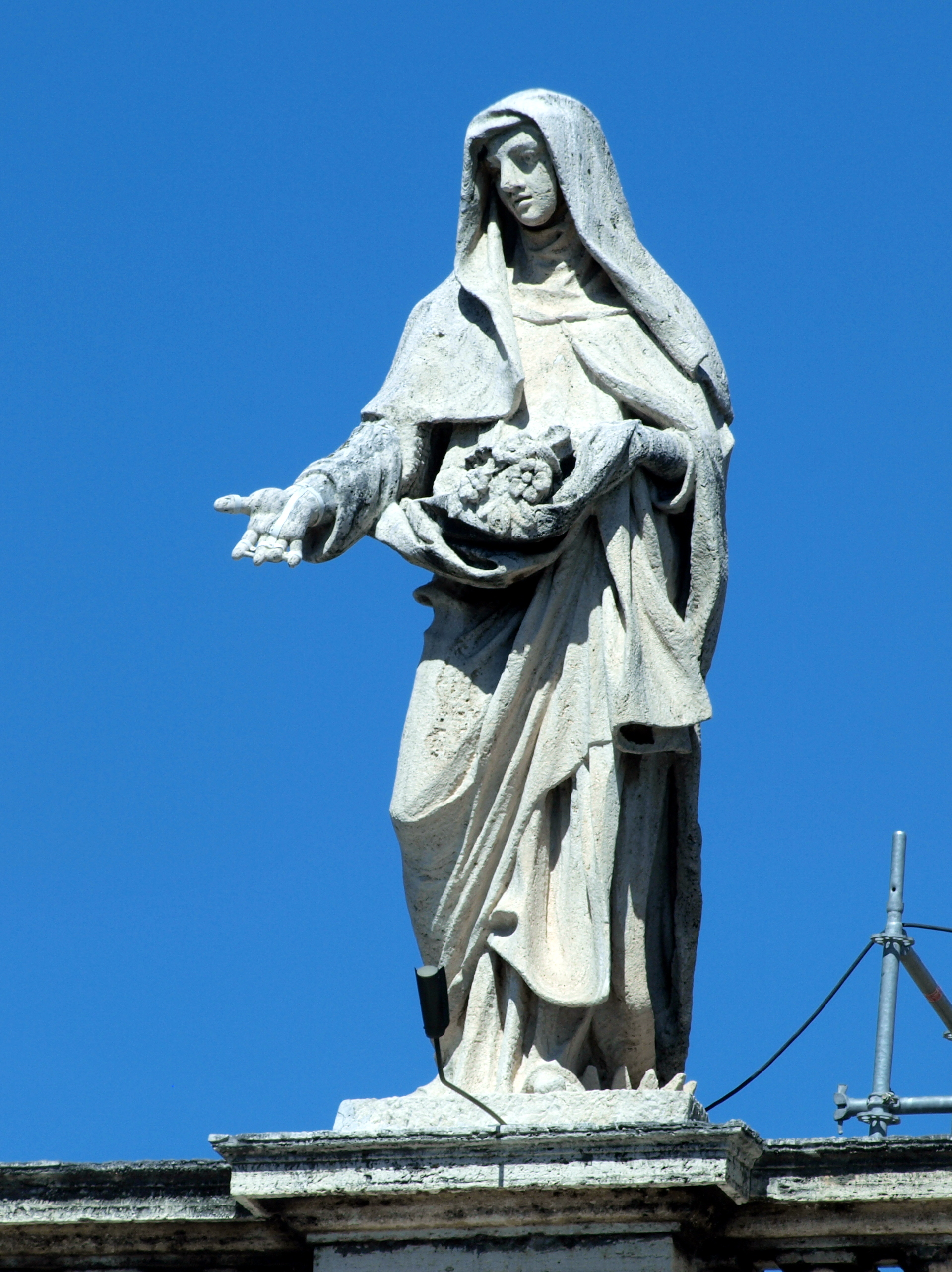
Пам'ятник у Ватикані